# 蔡茨
蔡茨（德語：Zeitz，發音：[ˈtsaɪts] ⓘ，發音：[ˈʒitʃ]）是德国萨克森-安哈尔特州布尔根兰县的城市，面积87.18平方千米，2023年12月31日人口为28,345人。

## 友好城市
截至2021年3月，蔡茨共与五座城市结为友好城市关系：
- 德国 北莱茵-威斯特法伦州 代特莫尔德（1990年8月18日）
- 蒙古国 达尔汗（1998年9月11日）
- 日本 鸟栖市（2004年7月）
- 俄羅斯 加里宁格勒（2010年9月11日）
- 美国 普雷斯科特（2014年3月）